# 窦瑞华
窦瑞华（1939年12月—），四川犍为人，中华人民共和国政治人物，曾任中国民主促进会中央委员会常务委员、重庆市委员会主任委员，重庆市政协副主席。